# فروآدشپل
شهر فروآدشپل (به فرانسوی: Froidchapelle) در شهرستان توئن  در استان انو  در منطقه فدرال والوون در کشور بلژیک واقع شده‌است.